# Ousmane Diop (cestista)
Ousmane Movumbu Diop (Rufisque, 19 febbraio 2000) è un cestista senegalese di formazione italiana, centro dell'Olimpia Milano.

## Caratteristiche tecniche
Giocatore dotato di un gran fisico e di un buon atletismo, con i suoi 204 cm per 100 kg è in grado di ricoprire principalmente il ruolo di centro, ma anche quello di ala-pivot, sa giocare sia fronte che spalle a canestro.

## Carriera
Fa il debutto in Italia nella stagione 2016-17 del campionato di serie A2, nelle file della Pallacanestro Udine, formazione con la quale, nella stagione successiva, arriva a giocare i play-off del Girone Est.
Nell'agosto del 2018 firma un contratto quadriennale col Banco di Sardegna Dinamo Sassari. Pur in assenza della cittadinanza, è dotato di formazione italiana.
Nel 2022 rinnova con la Dinamo Sassari per 2 anni fino al 2024.
Il 3 luglio 2024 firma un contratto biennale con l'Olimpia Milano

## Statistiche

### Eurolega
| Anno      | Squadra        | PG | PT | MP  | TC%  | 3P% | TL%  | RP  | AP  | PRP | SP  | PP  |
| --------- | -------------- | -- | -- | --- | ---- | --- | ---- | --- | --- | --- | --- | --- |
| 2024-2025 | Olimpia Milano | 18 | 1  | 8,5 | 70,3 | -   | 72,2 | 1,9 | 0,5 | 0,3 | 0,1 | 3,6 |

## Palmarès

### Club
- FIBA Europe Cup: 1

Dinamo Sassari: 2018-19
- Supercoppa italiana: 1

Olimpia Milano: 2024

### Individuale
- MVP italiano Serie A2: 1

2020-21
- Giocatore più migliorato Serie A LBA: 1

2022-23